# Langwiesenbach (Gurk)

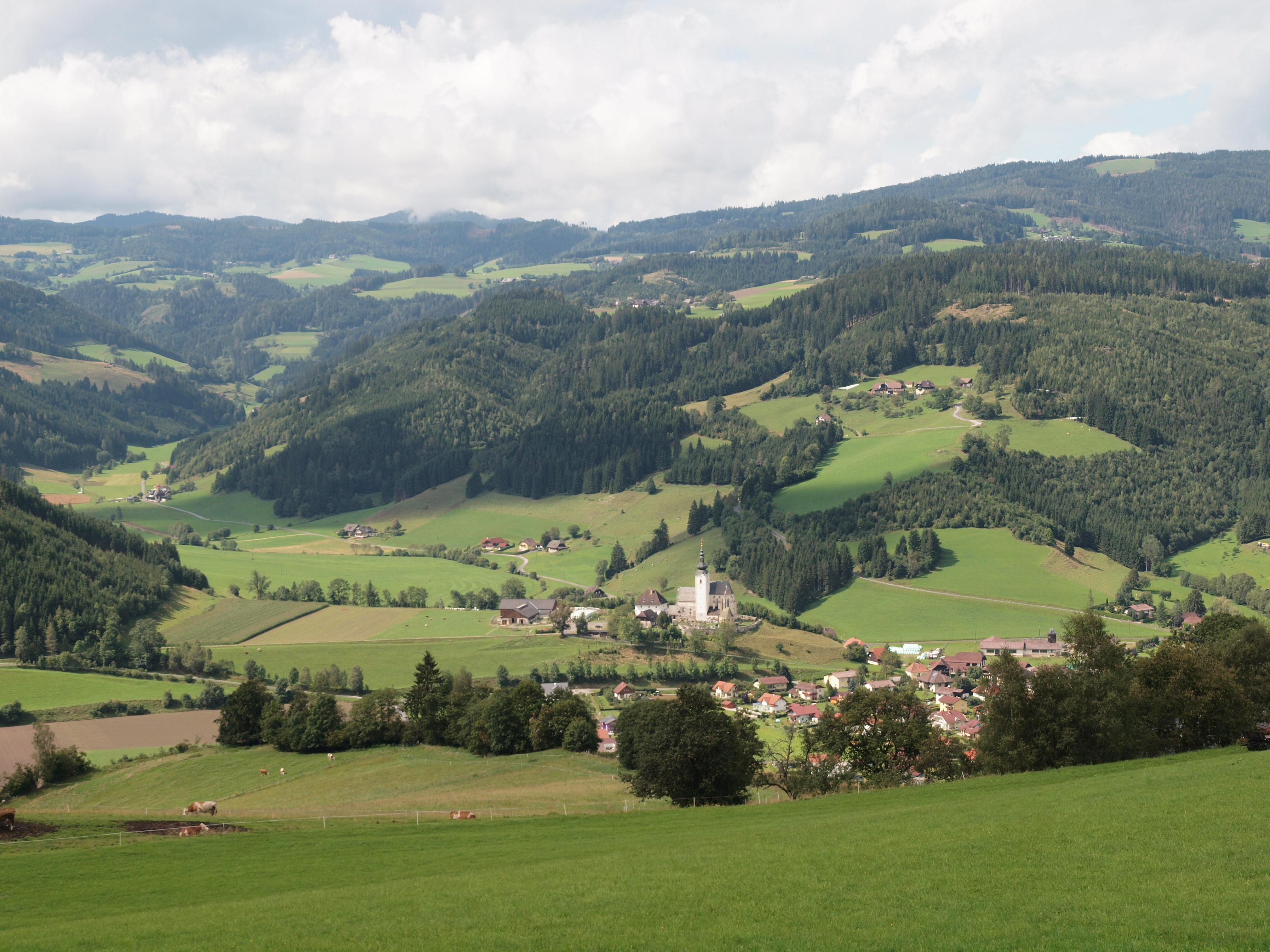
Links das Tal des Langwiesenbachs, beim Austritt ins Gurktal bei Lieding

Der Langwiesenbach ist ein linker Nebenfluss der Gurk im Mödringbergzug in Kärnten, im Gemeindegebiet von Straßburg.

## Geografie
Der Langwiesenbach entspringt am Ostabhang des Salzerkopfs auf einer Höhe von etwa 1200 m bei der Streusiedlung Schneßnitz. Von links nimmt er den Solderniggraben, den Bachlgrabenbach und den Winklernbach auf und durchfließt die Streusiedlung Langwiesen. Von links fließt der Olschnitzbach, von rechts der Rübenfraßgraben zu. Der Langwiesenbach fließt dann durch Herd, vorbei an Lieding und erreicht den Gemeindehauptort Straßburg. Beim Freibad Straßburg fließt von links der Warmbach zu, gleich darauf auch der Schlossbach.
Nach einem Starkregen am 3. August 2011 führte der Langwiesenbach etwa 30 m³/s, was etwa einem 50-jährigen Hochwasserereignis entspricht. Die Gemeinde Straßburg schätzt den Langwiesenbach als das für die Gemeinde gefährlichste Gewässer ein; das Wasserbauamt des Landes teilt diese Einschätzung nicht, sondern priorisiert Hochwasserschutzmaßnahmen an der Gurk.